# 호산항
호산항(湖山港)은 강원특별자치도 삼척시 원덕읍 호산리에 있는 어항이다. 1972년 5월 4일 지방어항으로 지정하여 관리하고 있다. 시설관리자는 삼척시장이다.

## 어항구역
호산항의 어항구역은 다음과 같다.
- 수역
  - 북방파제 시점부에서 10°방향으로 210m지점, 이점에서 330°방향으로 245m지점, 이점에서 242°방향으로 120m지점, 이점에서 남방파제 시점부를 순차적으로 연결한 선내의 수역
- 육역
  - 삼척시 원덕읍 호산리 338-8 (잡종지, 1598m2)
  - 삼척시 원덕읍 호산리 338-9 (제방, 2033m2)
  - 삼척시 원덕읍 호산리 338-10 (제방, 437m2)
  - 삼척시 원덕읍 호산리 338-11 (대지, 370m2)
  - 삼척시 원덕읍 호산리 338-12 (잡종지, 9216m2)
  - 삼척시 원덕읍 호산리 338-13 (제방, 369m2)
  - 삼척시 원덕읍 호산리 338-14 (잡종지, 4218m2)